# Delfina Acosta
Delfina Acosta (Asunción, Paraguay, 24 de diciembre de 1956) es una escritora, poeta, y columnista del diario ABC Color, donde semanalmente hace comentarios literarios sobre escritos de poetas y narradores paraguayos.  Es ganadora de los premios ''Amigos del arte'' por su primer poemario ''Todas las voces, Mujer''; el cual figura entre las mil obras más consultadas de la Biblioteca Virtual Miguel de Cervantes; y ''Roque Gaona'' por su libro de poemas ''Querido mío''.

## Educación
Cursó sus estudios primarios y secundarios en Villeta. Es química- farmacéutica de profesión, pero siempre dedicó su vida a la creación literaria.
En la actualidad dirige el Taller de Poesía de la Universidad Iberoamericana y el taller de poesía de la Manzana de la Rivera.

## Trayectoria profesional
Sus cuentos y poemas están incluidos dentro de numerosas antologías nacionales y extranjero.
Columnista del diario ABC color en la sección cultural.

### Obras
- Poesía itinerante, publicación colectiva del taller de poesía Manuel Ortiz Guerrero (1984).
- Todas las voces, mujer (1986).
- Cruz del colibrí, poemario (1993).
- Pilares de Asunción (1987).
- Versos esenciales, como homenaje al poeta chileno Pablo Neruda (2001).
- Romancero de mi pueblo (2003).[6]
- Reunió sus cuentos que obtuvieron premios y menciones en concursos literarios en el libro El viaje.
- Querido mío. Último libro, superventas en Asunción (2004).[7]

### Premios
- Premio ''Amigos del arte'', por el poemario ''Todas las voces, mujer'' (1986).[7]
- Premio ''Mburucuyá de Plata'' en los ''Juegos Florales'' (concurso organizado por la municipalidad de Asunción en ocasión del aniversario número 450 de su fundación) (1987).
- Premio del PEN club del Paraguay por el poemario ''Versos esenciales'', hecho como homenaje al poeta chileno Pablo Neruda (2001).
- Segundo premio ''Federico García Lorca'' por ''Romancero de mi pueblo (2003)''.
- Premio ''Roque Gaona'', por ''Querido mío (2004)''.
- Segundo premio ''Poesía Joven (1983)''
- Premio "Primera mención" en el Concurso de la Municipalidad de Asunción (1991).[8]